# باشگاه فوتبال نفتچی فرغانه
باشگاه فوتبال نفتچی فرغانه (به ازبکی: Neftchi Fargʻona futbol klubi) یک باشگاه فوتبال در ازبکستان  است که در سال ۱۹۶۲ درفرغانه پایه‌گذاری شده است و در لیگ ازبکستان بازی می‌کند.
نفتچی فرغانه پیشینهٔ ۵ قهرمانی در لیگ ازبکستان را دارد.

## هماوردی‌ها

### شهرآورد ازبکستان
جدال رو در رو نفتچی فرغانه با تیم فوتبال پخته‌کار تاشکند در لیگ ازبکستان بسیار حساس بوده که هواداران ازبکستانی از آن به‌عنوان ال‌کلاسیکوی کشور خود یاد می‌کنند.

### شهرآورد استان
همچنین این باشگاه شهرآورد مهمی را با تیم فوتبال نوبهار نمنگان در استان خود برگزار می‌کند.
البته شهرآورد دیگر این تیم با تیم اندیجان می‌باشد.

## افتخارات
داخلی
- لیگ ازبکستان
  - قهرمان (۵): ۱۹۹۲، ۱۹۹۳، ۱۹۹۴، ۱۹۹۵، ۲۰۰۱
- جام حذفی ازبکستان
  - قهرمان (۲): ۱۹۹۴، ۱۹۹۶

آسیایی
- جام باشگاه‌های آسیا: ۹۵–۱۹۹۴ (سوم)